# Křez tenkolistý
Křez tenkolistý (Diplotaxis tenuifolia) je vytrvalá, středně vysoká, žlutě kvetoucí rostlina teplejších oblastí, jeden z mála druhů rodu křez rozšířených do přírody České republiky. Křezu tenkolistému se také říká rukola (psáno též rucola).

## Rozšíření
Tento druh pochází z jižní a střední Evropy a jihozápadu Asie. Postupně začal růst téměř po celé Evropě, od Velké Británie až po jih evropské části Ruska, na Kavkaze, Blízkém Východě a severozápadě Afriky. Zavlečen byl též do Severní i Jižní Ameriky a Austrálie.
V České republice se vyskytuje hlavně v nejteplejších oblastech, převážně v nížinách a již méně na pahorkatinách. V Čechách roste v okolí Prahy, Mladé Boleslavi a Roudnice nad Labem, na Moravě na Pálavě, v okolí Brna, Adamova, Břeclavi, Mikulova a Olomouce. Upřednostňuje půdy suché, kypré, písčité i hlinité. Roste při okrajích cest, na železničních náspech, rumištích, na polích, vinicích, úhorech, mezích a výslunných kamenitých stráních stejně jako v blízkosti lidských sídel.

## Popis
Vytrvalá rostlina přezimující v zemi dlouhým kůlovitým kořenem který dokáže rostlinu zásobovat vodou z velké hloubky. Má bohatě olistěnou, hladkou lodyhu, vespod často dřevnatějící, která dosahuje výšky 20 až 80 cm a často se větví, boční větve vyrůstají z paždí listů. Lodyha je střídavě porostlá listy s řapíky, jejich čepele jsou 6 až 12 cm dlouhé a 1 až 2 cm široké. Spodní listy jsou hluboce peřenoklané až peřenodílné, horní mají úkrojky odstálé, podlouhlé až čárkovité a přibližně stejně velké. Druh má velkou pestrost ve velikosti a tvaru listových čepelí, což je považováno za běžnou variabilitu druhu. Listy po rozemnutí vlivem obsahu glukosinolátů zapáchají.
Na koncích lodyh vyrůstají na dlouhých stopkách (až 15 mm) příjemně vonící, čtyřčetné, oboupohlavné květy, asi 12 mm dlouhé a 6 mm široké. Jsou uspořádané do hroznovitých květenství prodlužující se zráním plodů. Kališní lístky bývají asi 6 mm dlouhé. Koruna je tvořena lístky sírově žlutými které jsou na rubu světlejší, jsou široce obvejčité, až 14 mm dlouhé a okolo 6 mm široké. Tyčinek vyrůstá ve dvou kruzích šest, z toho čtyři jsou delší a dvě kratší. Pestík s dvoulaločnou bliznou je jediný. Křez tenkolistý kvete od května do září, jeho ploidie je 2n = 22.
Plody jsou úzce válcovité šešule až 60 mm dlouhé, rostou vzpřímeně na odstálých stopkách dlouhých téměř jako šešule a směrem vzhůru se zkracují. Šešule jsou vespod zúženy v kratičkou stopečku kterou spočívají na rozšířeném konci vlastní stopky, na vrcholu mají malý zobáček. Světle hnědá až červenavě hnědá semena uložena ve dvou řadách jsou podlouhle vejčitá, téměř 1,5 mm dlouhá a někdy mají bradavičnaté osemení.

## Rozmnožování
Rostlina se množí téměř výhradně semeny, i když může regenerovat i ulomený fragment kořene a zakořenit. Semena, která si uchovávají po dlouhou dobu klíčivost, většinou klíčí na jaře a rostliny ještě spolehlivě do podzimu vytvoří semena. Rostlina s příchodem zimy zasychá a znovu z kořene obráží až s jarním oteplením.
Často se vyskytuje na polích ve víceletých pícninách kde dobře snáší posekání, z vícehlavého kořene rychle obrůstá. Jako plevel, i když málo škodící, je hodnocen pouze v nejteplejších oblastech kde se vyskytuje ve větším rozsahu. Severněji je to hlavně rostlina ruderálního společenstva.

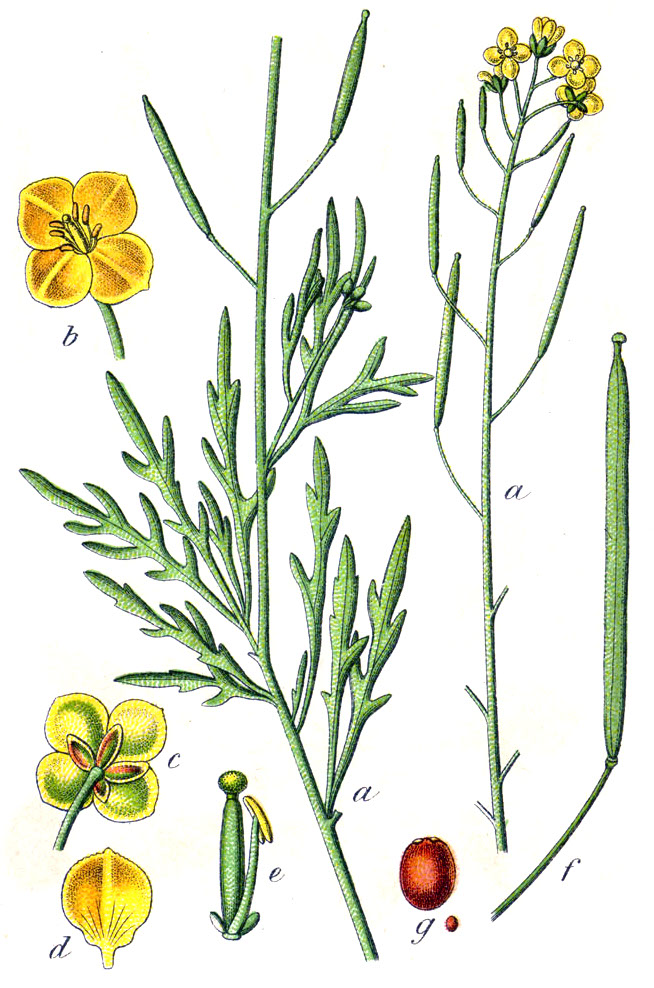
Nákres rostliny
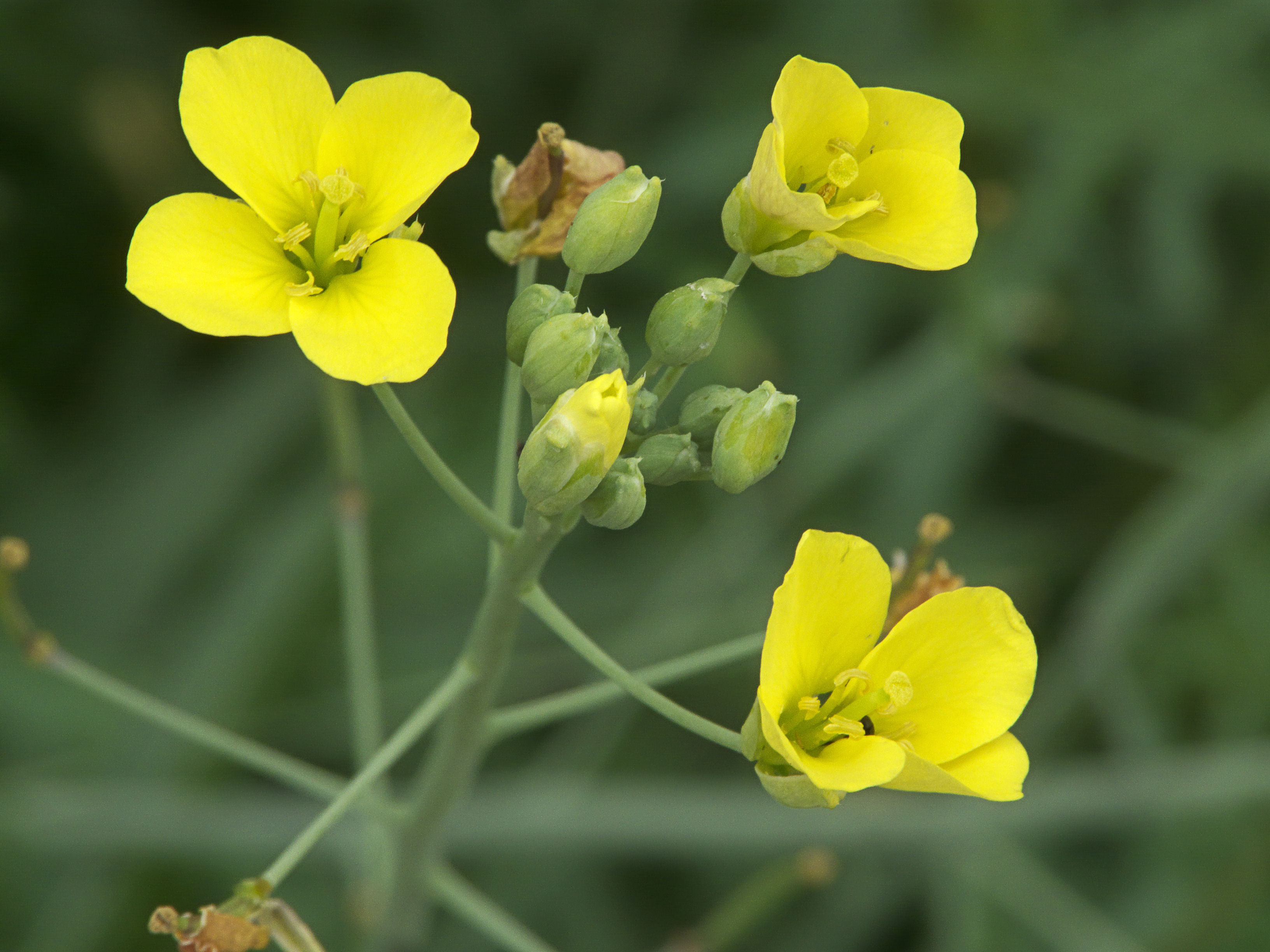
Květenství
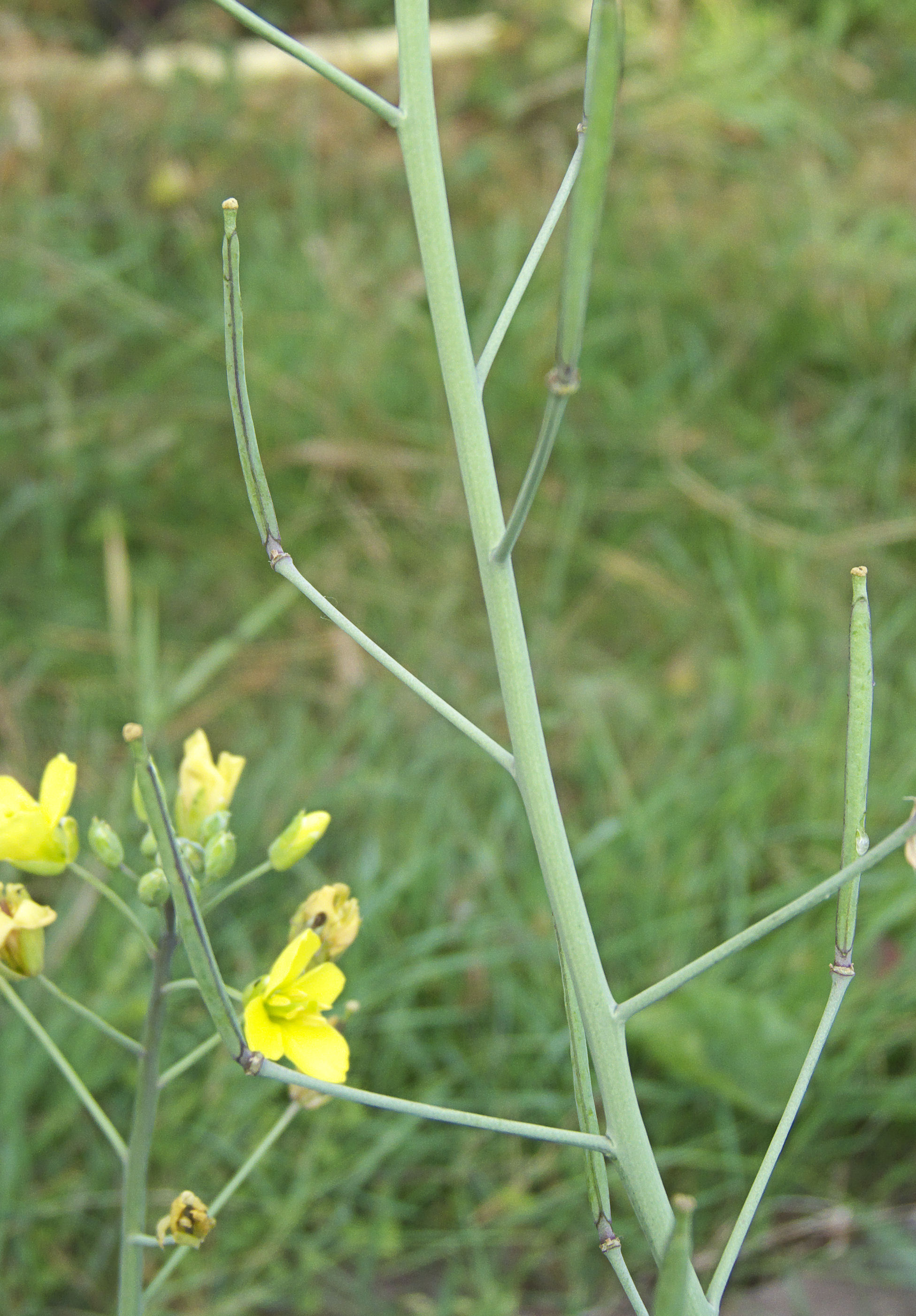
Plody
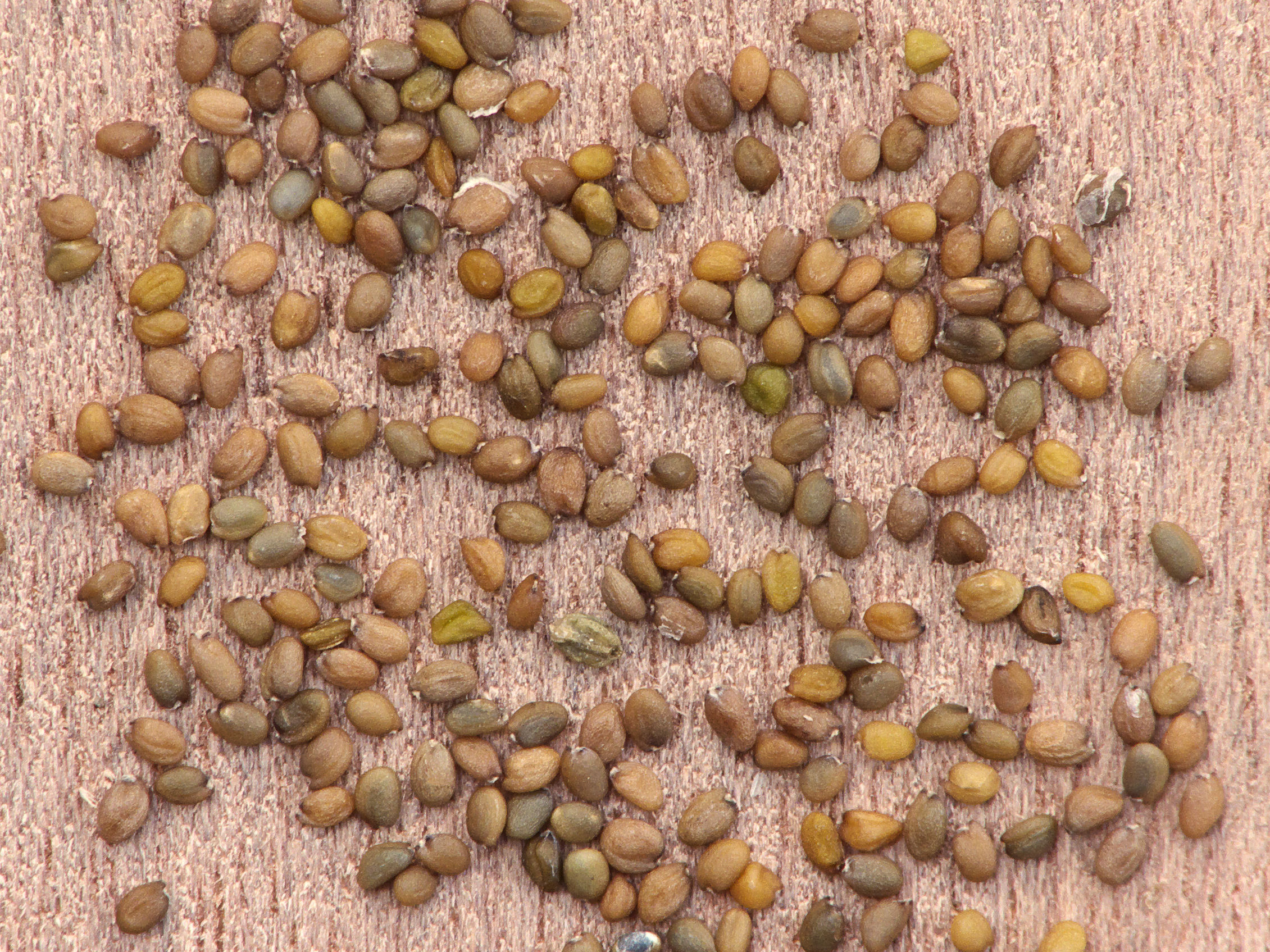
Semena

## Záměna
Křezu tenkolistému se často říká rukola, stejně jako se jmenuje odrůda rokety seté (eruca sativa). Pod jménem rukola či rucola nalezneme křez tenkolistý v oddělení zeleniny v supermarketech i v restauracích. Je zdokumentován i případ záměny křezu za roketu semenářskou firmou a zavádějící označení vč. latinského názvu na spotřebitelském sáčku semínek.